# Jan Rokicki
Jan Rokicki (ur. 1909 w Warszawie, zm. 19 lutego 1987 tamże) – polski kartograf.

## Życiorys
W 1935 ukończył studia z zakresu geografii fizycznej na Uniwersytecie Warszawskim, w 1938 uzyskał stopień magistra filozofii z antropogeografii na Uniwersytecie Jagiellońskim. Od 1938 do wybuchu II wojny światowej pracował w Głównym Urzędzie Statystycznym. Po zakończeniu wojny znalazł się w Lublinie, gdzie od maja 1945 był starszym asystentem w Katedrze Gleboznawstwa w Uniwersytecie Marii Curie-Skłodowskiej. W 1946 przeniósł się do Wrocławia, gdzie do 1951 był asystentem, a następnie starszym asystentem w Uniwersytecie i Politechnice Warszawskiej. W 1951 na UMCS uzyskał stopień doktora nauk matematyczno-przyrodniczych z zakresu geografii. W październiku 1951 powrócił do Warszawy i rozpoczął pracę na Wydziale Geodezyjnym Politechniki Warszawskiej, gdzie prowadził wykłady z Podstaw geologii i Geomorfologii. W maju 1954 został kierownikiem Zakładu Geografii w Katedrze Kartografii, uzyskał wówczas tytuł zastępcy profesora, a następnie starszego wykładowcy. W 1968 przeszedł do Instytutu Podstawowych Problemów Planowania Przestrzennego PW. Jan Rokicki był autorem i współautorem wielu map Polski, w tym Atlasu kartowania form terenu Polski, a także licznych publikacji naukowych i recenzji.